# جسر الحرية (بودابست)
جسر الحرية هو جسر يقع في بودابست، المجر يربط بين بودا وبشت.